# Tetragnatha cylindracea
Tetragnatha cylindracea là một loài nhện trong họ Tetragnathidae.
Loài này thuộc chi Tetragnatha. Tetragnatha cylindracea được Eugen von Keyserling miêu tả năm 1887.